# دانشگاه بریتیش کلمبیا

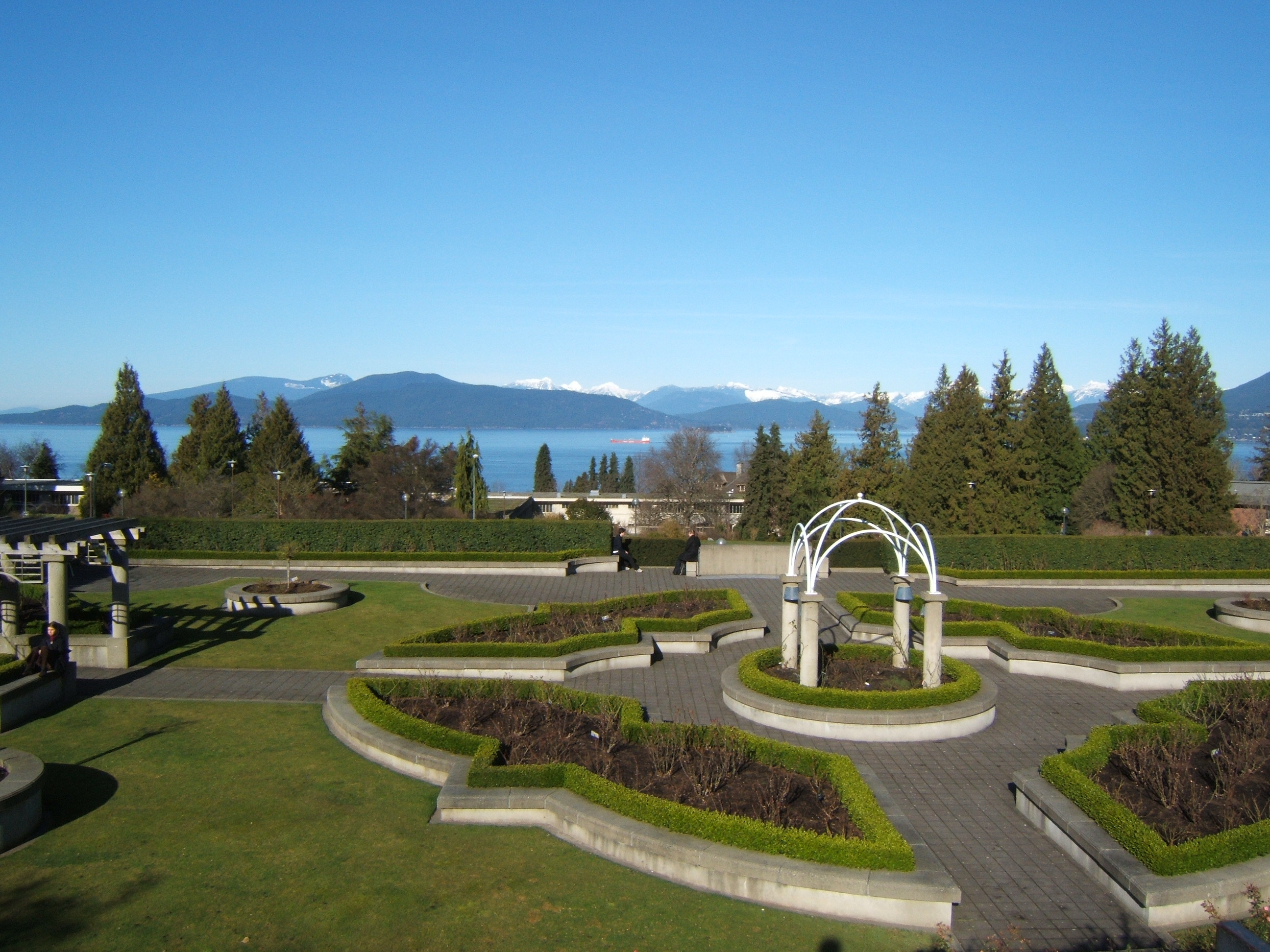
نمایی از پردیس دانشگاه

دانشگاه بریتیش کلمبیا (به انگلیسی: University of British Columbia) (مخفف انگلیسی: UBC) یک دانشگاه تحقیقاتی دولتی در ونکوور واقع در استان بریتیش کلمبیا کانادا است که در سال ۱۹۰۸ میلادی تأسیس شده‌ است. دانشگاه بریتیش کلمبیا با بودجه تحقیقاتی سالانه ۷۵۹ میلیون دلاری، سالانه بیش از ۸۰۰۰ پروژه پژوهشی را از نظر مالی تامین می‌کند.
دانشگاه بریتیش کلمبیا از مرکز شهر ۲۰ دقیقه فاصله دارد و در همسایگی بسیاری از دریاکنارهای محلی است. دریاکنار رک، از بزرگ‌ترین دریاکنارهای آزاد جهان، از این جمله‌اند. پارک منطقه‌ای پاسیفیک اسپریت با مساحت ۷٫۶۳ کیلومتر مربع، مانند کمربند سبزی میان شهر و پردیس دانشگاه قرار دارد. در عین حال، تصویر کوه‌های پوشیده از درخت به شمال و اقیانوس آرام به غرب، دیدگاه ناحیه را تشکیل می‌دهند.
مساحت پردیس دانشگاه ۱٫۷۵ کیلومتر مربع است و ساختمان‌های آن ۱٫۰۹۱٫۹۹۷ متر مربع را اشغال می‌کنند. پردیس ونکوور در مجاورت زمین‌های موقوفه دانشگاه حدود ۱۰ کیلومتر در غرب مرکز شهر ونکوور قرار دارد. دانشگاه بریتیش کلمبیا، خانه آزمایشگاه ملی کانادا (TRIUMF) برای ذرات و فیزیک هسته‌ای است که در آن، بزرگ‌ترین سیکلوترون جهان قرار دارد. علاوه بر آن، این دانشگاه و انجمن ماکس پلانک مجموعاً اولین موسسه ماکس پلانک را در آمریکای شمالی تاسیس کردند که در مواد کوانتومی تخصص دارد. یکی از بزرگ‌ترین کتابخانه‌های تحقیقاتی در کانادا، سیستم کتابخانه‌ای دانشگاه بریتیش کلمبیا است که دارای بیش از ۱۰ میلیون جلد کتاب در بین ۲۱ شعبه خود است. پردیس اوکناگن که در سال ۲۰۰۵ خریداری شد، در کلونا، بریتیش کلمبیا واقع شده است.
بیش از ۵۰۰ دانشمند، مهندس، تکنسین، تاجر و کارکنان اداری در این دانشگاه کار می‌کنند. این دانشگاه سالانه بیش از ۱۰۰۰ محقق ملی و بین‌المللی را جذب می‌کند و در دهه گذشته، بیش از یک میلیارد دلار گردش اقتصادی ایجاد کرده است.
در سال ۲۰۰۴، دانشگاه بریتیش کلمبیا در مراسمی به شیرین عبادی به همراه دزموند توتو و دالایی لامای چهاردهم دکترای افتخاری اهدا کرد.

## دانشکده‌ها
دانشکده‌های پردیس ونکوور دانشگاه بریتیش کلمبیا :
- دانشکده علوم کاربردی
- دانشکده هنر
- دانشکده علوم گفتاری، گوش و حلق
- دانشکده کسب‌وکار سادر (Sauder)
- دانشکده برنامه ریزی منطقه‌ای و محلی
- دانشکده دندانپزشکی
- دانشکده آموزش
- دانشکده جنگلداری
- دانشکده روزنامه نگاری
- دانشکده حرکت‌شناسی
- دانشکده زمین و سیستم‌های غذایی
- دانشکده حقوق پیتر آلارد (Peter A. Allard)
- دانشکده کتابداری، آرشیوسازی و مطالعات اطلاعاتی
- دانشکده پزشکی
- دانشکده موسیقی
- دانشکده پرستاری
- دانشکده جمعیت و بهداشت عمومی
- دانشکده علوم دارویی
- دانشکده علوم
- دانشکده امور اجتماعی
- کالج ونتج دانشگاه بریتیش کلمبیا (Vantage UBC)

دانشکده‌های پردیس اوکانگان
- دانشکده هنر و علوم اروینگ کی باربر (Irving K. Barber)
- دانشکده مطالعات خلاق و انتقادی
- دانشکده آموزش
- دانشکده مهندسی
- دانشکده بهداشت و توسعه اجتماعی
- دانشکده مدیریت
- دانشکده پزشکی، دوره پزشکی جنوب ( Southern Medical Program, Faculty of Medicine)
- کالج تحصیلات تکمیلی

## رتبه‌بندی
بر اساس رتبه‌بندی دانشگاه‌های جهان در آموزش عالی توسط موسسهٔ تایمز در سال ۲۰۲۳، دانشگاه بریتیش کلمبیا در رتبه ۴۰ دانشگاه‌های برتر جهان قرار دارد، در حالی که براساس نظامِ رتبه‌بندی QS در سال ۲۰۲۰، این دانشگاه رتبه ۵۱ را در بین دانشگاه‌های برتر دنیا و رتبه سوم را در بین دانشگاه‌های کانادا از آن خود کرده‌است.